# Eira (Fluss)
Die Eira ist ein Fluss im norwegischen Fylke Møre og Romsdal.
Die Eira fließt vom See Eikesdalsvatnet über eine Strecke von 7 km nach Norden zum Eresfjord, einem Seitenarm des Langfjord. Die Eira bildet den Unterlauf eines 87 km langen Flusssystems, das ein 1122,21 km² großes Gebiet entwässert.
Mit dem Ausbau der Wasserkraft im Einzugsgebiet der Eira und dem Aufstau des Aursjøen am Quellfluss Aura wird ein Großteil der Wassermenge zum Aura-Kraftwerk in Sunndalsøra und zum Grytten-Kraftwerk nahe Åndalsnes umgeleitet.
Früher, als der mittlere Abfluss an der Mündung der Eira 39 m³/s betrug, waren Lachse noch zahlreich im Fluss vorhanden.